# Retoromani
Retoromani je naziv za nekoliko manjih naroda u Švicarskoj (dio švicarske nacije) i Italiji kojima su maternji jezici retoromanski ili Rumantsch, tj. ladinski, friulski i romaški (romanš). Govornici tog jezika - koji je uz francuski, njemački i talijanski jedan od četiri službena jezika Švicarske konfederacije - čine 1 % stanovnika, a pretežno žive u istočnim dijelovima Švicarske.
Smatra se da potječu od drevnih romaniziranih Retijaca ili Reta, plemena po kojima je dobila ime rimska provincija Retija.
Skupina se sastoji od Romanša u Švicarskoj (s nekoliko dijalekata) i Ladina (u Alto Adige i Dolomitima) i Friula u Italiji (Furlanija).